# Robert Opel
Robert Opel (* 23. Oktober 1939; † 7. Juli 1979 in San Francisco) war ein US-amerikanischer Künstler, Flitzer und Fotograf.

## Leben
Bei der Oscarverleihung 1974 rannte er nackt über die Bühne und zeigte dabei ein Friedenszeichen mit seiner Hand, als der Schauspieler David Niven am Mikrofon eine Rede für die Schauspielerin Elizabeth Taylor hielt. 1978 eröffnete er an der 1287 Howard Street in San Francisco die Fey-Way Studios, die homosexuellen Künstlern einen Raum gab, um ihre Werke und Fotografien auszustellen. Dort wurden unter anderem Werke von Tom of Finland und Robert Mapplethorpe gezeigt.
Am 7. Juli 1979 wurde er bei einem Überfall auf sein Studio ermordet.